# Heinz G. Konsalik
Heinz Günther Konsalik (n. 28 mai 1921, Köln, Republica de la Weimar – d. 2 octombrie 1999, Salzburg, Austria) a fost un scriitor german.

## Date biografice
Heinz Günther a provenit dintr-o familie nobiliară de saxoni, numiți „Cavaleri de Augustusberg”. Tatăl său a fost directorul unei agenții de asigurări. Heinz Günther Konsalik a început să scrie foiletoane pentru o revistă din Köln de la vârsta 16 ani. După bacalaureat a studiat câțiva ani medicină, apoi germanistică și dramaturgie. Din 1939 a lucrat pentru Gestapo. În timpul celui de al Doilea Război Mondial a fost întâi corespondent german de război în Franța, apoi a fost trimis pe Frontul de Răsărit, unde a fost grav rănit. După război s-a mutat împreună cu mama sa la Attendorn, unde a lucrat ca redactor-șef și apoi redactor-șef adjunct la revista „Lustige Illustrierte”. Operele sale au fost mai întâi semnate ca „Günther-Konsalik”, apoi ca „Heinz G. Konsalik”, folosind numele de naștere al mamei sale. Din 1951 a fost scriitor liber profesionist. A fost căsătorit cu o învățătoare din Attendorn. Ulterior a locuit în Bad Honnef. Ultimii 7 ani ai viații i-a trăit  în Salzburg, separat de soție. A scris circa 160 de romane, din care s-au vândut peste 80 de milioane de exemplare, iar unele au fost transpuse pe ecran. Cele mai multe romane ale sale au fost de dragoste, dar și despre război, unde subliniază absurditatea războaielor.

## Scrieri

### Romane (selecție)
Primele 15 romane
- Liebesspiel mit Jubilalar. Roman einer frühlingsbunten Liebe. Renaissance Verlag, Düsseldorf 1948
  - neu herausgegeben als: Der Gentleman, München 1981
- Der Träumer, 1949
- Ein Mann ohne Namen. Ein abenteuerlicher Kriminalroman. W. Lehning Verlag, Hann. Münden 1951
- Molly fährt nach USA. Rhenania (Zweigroschen-Roman 16), Koblenz 1952
- Inge und der Doppelgänger (unter dem Pseudonym „Benno von Marroth“ veröffentlicht). Rhenania (Zweigroschen-Roman 19), Koblenz 1952
- Warum hast du das getan, Manon? Sittenroman. Drewes, Tauberbischofsheim 1952
- Der Mann, der sein Leben vergaß. Roman eines seltsamen Abenteuers. Drewes, Tauberbischofsheim 1952
- Tänzerinnen für Algier, 1952
  - neu herausgegeben als: Die Straße ohne Ende. Roman eines algerischen Abenteuers. Zimmermann, Balve 1956
- Wir sind nur Menschen. Drewes, Regensburg 1953
- Morgen ist auch noch ein Tag. Roman eines großen Schicksals. Royal, Regensburg 1953
- Die Sterne sollen weiterleuchten. Ein Roman eines Schicksals zwischen uns. Royal, Regensburg 1954
- Schwarzfahrt aus Liebe. Frauen-Roman. Hönne, Balve 1954
- Ich suche Dr. Klaring. Frauen-Roman. Hönne, Balve 1954
- Die verliebten Abenteuer des Mr. Flip. Frauen-Roman. Hönne, Balve 1954
- Viele Mütter heißen Anita. Roman eines wundersamen Lebens. Zimmermann, Balve 1956
- Eine angesehene Familie. Roman. Bertelsmann, München 1980.

Romane ecranizate
- Der Arzt von Stalingrad. Kindler, München 1956
- Strafbataillon 999. Kindler, München 1959
- Dr. med. Erika Werner. Lingen, Köln 1962
- Entmündigt. Lichtenberg, München 1963
- Liebesnächte in der Taiga. Lichtenberg, München 1966
- Das Schloß der blauen Vögel. Lichtenberg, München 1968
- Ein toter Taucher nimmt kein Gold. Heyne (Heyne-Bücher 5053), München 1973
- Der schwarze Mandarin. Hestia, Rastatt 1994
- Eine Sünde zuviel (unter dem Pseudonym „Jens Bekker“ veröffentlicht). Lingen, Köln 1970
- Mayday... Mayday... Eastern Wings 610. Bastei Lübbe, Bergisch Gladbach 1995

### Teatru, scenarii
- Duell um einen Mann 1943
- Das Florentiner Ei, 1946
- Der Alchemist, 1948
- Der Geheimnisträger, 1975